# Godoya obovata
Godoya obovata är en tvåhjärtbladig växtart som beskrevs av Hipólito Ruiz López och Pav.. Godoya obovata ingår i släktet Godoya och familjen Ochnaceae. Inga underarter finns listade i Catalogue of Life.